# Schlüsselfelder Schiff

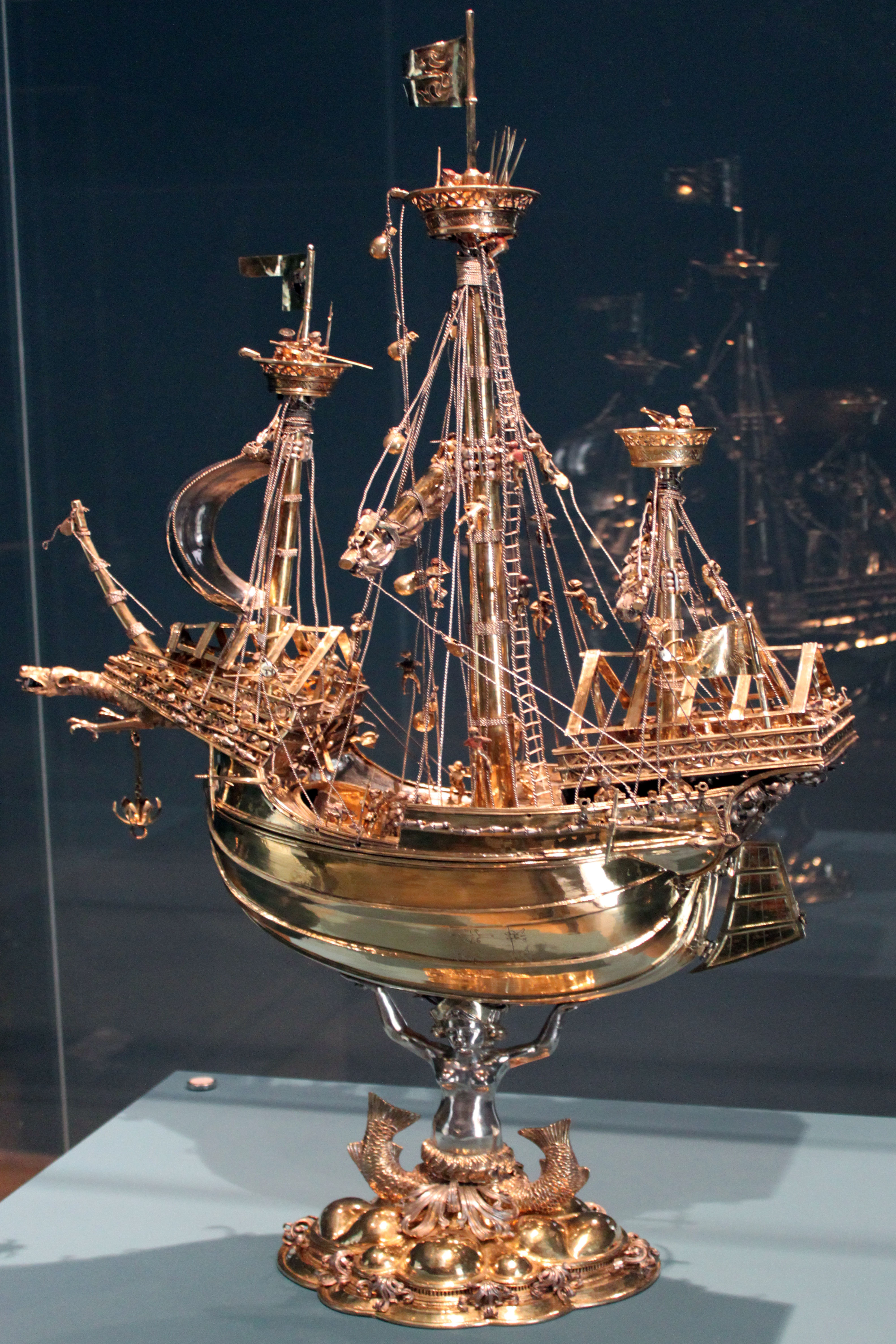
Das Schlüsselfelder Tafelschiff, 1503, Germanisches Nationalmuseum, Nürnberg

Das Schlüsselfelder Schiff ist ein schiffsförmiger Tafelaufsatz (ein so genanntes Trinkschiff) aus getriebenem und gegossenem, großteils vergoldetem Silber. Es ist die bekannteste Nürnberger Goldschmiedearbeit der Spätgotik. Gemäß der Datierung „1503“ auf dem Lederbezug des zugehörigen Futterals wurde es in diesem Jahr oder kurz vorher angefertigt.
Das Germanische Nationalmuseum erhielt das Kunstwerk 1875 als Leihgabe aus der Schlüsselfelderschen Familienstiftung (Inventarnummer: HG2146).

## Beschreibung

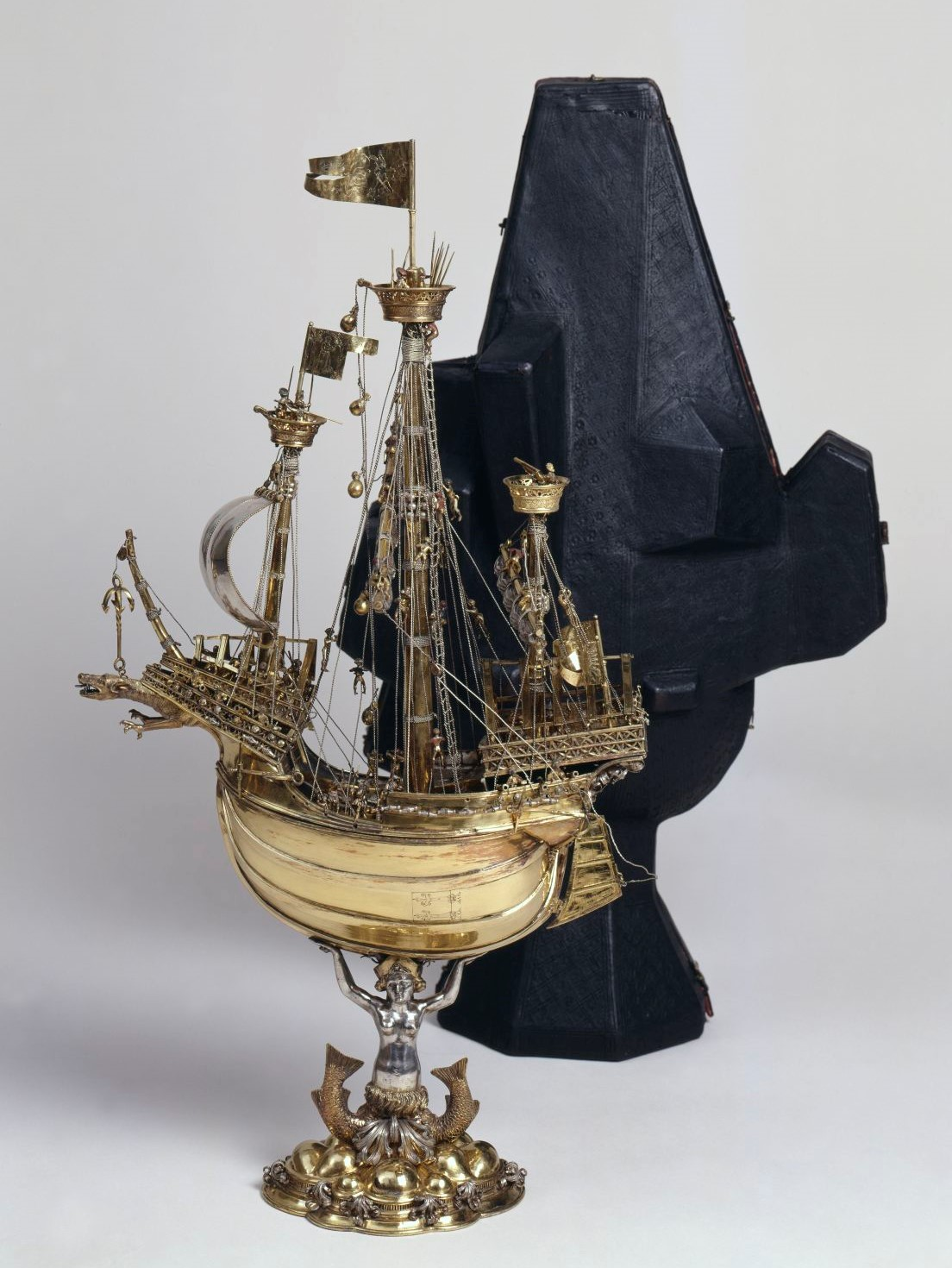
Das Schlüsselfelder Tafelschiff mit dazugehörigen Futteral

Formal entspricht das Silberschiff dem Segelschiffstyp der Karacke, die im späten 15. Jahrhundert sowohl in den Niederlanden als auch im Mittelmeer geläufig war. Es misst in der Höhe 79 cm und ist 43,3 cm breit (Höhe des Futterals: 81,5 cm). Das Gewicht beträgt über 6 kg. Der obere Teil des Schiffes ist abnehmbar, die im Rumpf verborgene Schale hat ein Fassungsvermögen von über zwei Litern. Der Ausguss des Getränks erfolgt über die drachenartige Galionsfigur am Bug.

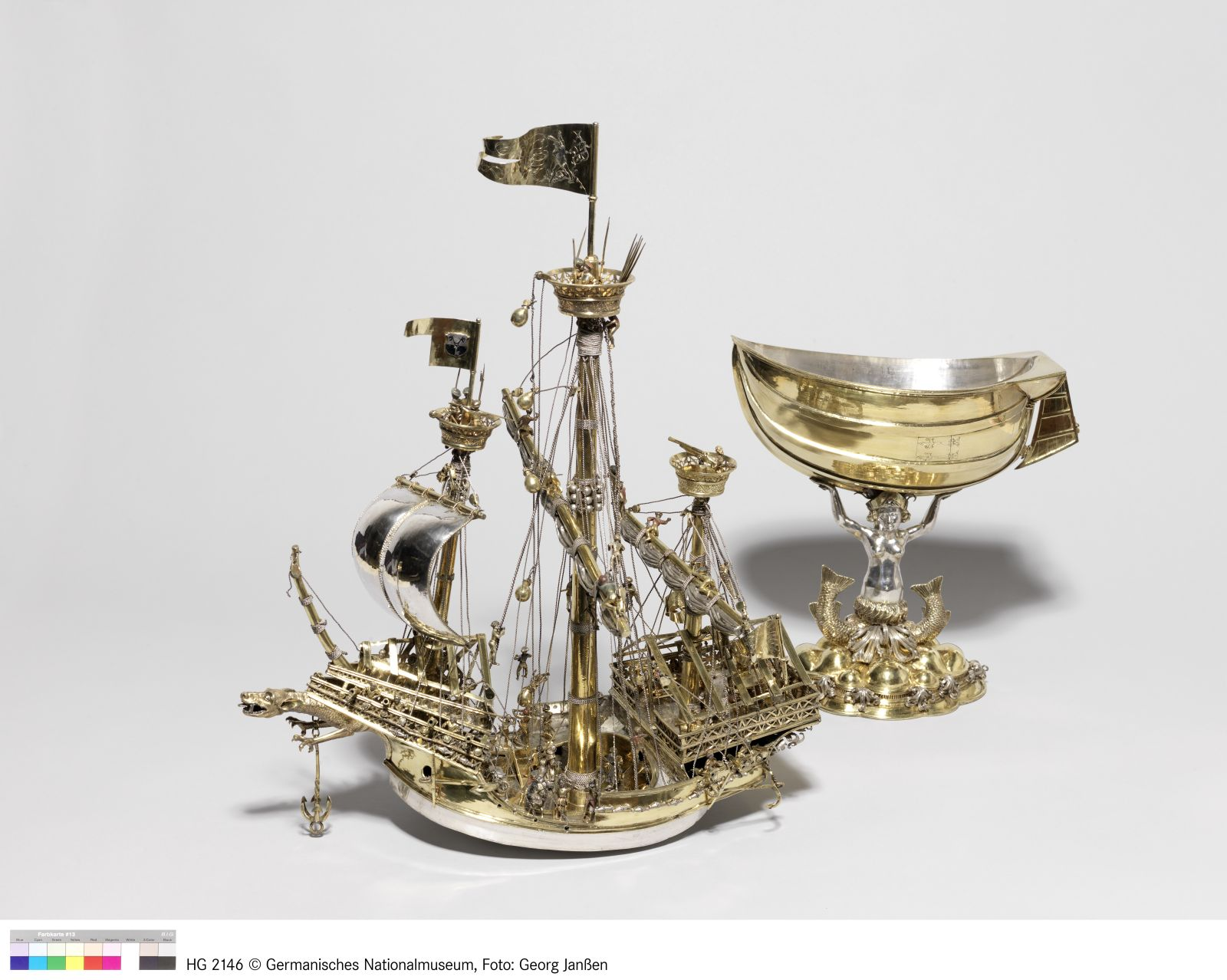
Schlüsselfelder Schiff mit abgenommenem Deckel

Auf dem Segel des Schiffes ist als Beschauzeichen der Nürnberger Silberprobe der Silberstempel „N“ eingeschlagen. Einzelne seiner Teile, insbesondere die figürlichen Miniaturen der Seeleute, sind gegossen und kalt bemalt.
Das dazugehörende Futteral wurde aus Holz gefertigt und ist außen mit schwarzem Leder und innen mit rotem Samt bezogen. Die Ränder sind mit rotem Leder beklebt. Insgesamt befinden sich auf dem Schiff 74 Figuren, die bei unterschiedlichen Tätigkeiten wie Musizieren oder beim Kartenspiel dargestellt sind.

## Schöpfer und Auftraggeber
Der Schöpfer des imposanten Kunstwerks ist unbekannt. Spektakulär, aber unbewiesen wurde vermutet, dass es sich um die letzte Arbeit von Albrecht Dürer d. Ä., dem Vater des berühmten Malers Albrecht Dürer handelt, die nach dessen Tod 1502 von einem namentlich nicht bekannten Meister vollendet wurde. Allerdings waren um 1500 auch eine Reihe weiterer fähiger Goldschmiede in Nürnberg tätig.
Auch der Auftraggeber ist nicht bekannt, stammte aber augenscheinlich aus der namengebenden Patrizierfamilie Schlüsselfelder, deren emailliertes Wappen am Wimpel des Fockmastes angebracht ist. Heinrich Kohlhaussen vermutete, dass es ursprünglich vom Nürnberger Kupfer- und Messinghändler Matthäus Landauer geordert worden war und über eine Erbschaft in Schlüsselfelder Besitz kam. Landauers Schwester war die Mutter des ersten bekannten Besitzers Wilhelm Schlüsselfelder (1483–1549). Jüngste Forschungen belegen allerdings die Erwähnung eines, wohl identischen, „silbern Schiff“ bereits 1504 im Testament eines gleichnamigen Onkels jenes Wilhelm Schlüsselfelder. Dieser Wilhelm Schlüsselfelder d. Ä. war Montanunternehmer und besaß, unter anderem, Bergwerksanteile im tirolischen Schwaz, darf als entsprechend vermögend gelten und hat das Schiff wohl kurz vor seinem Tod in Auftrag gegeben.

## Schreibweisen des Namens
Die traditionelle Schreibweise ist „Schlüsselfelder Schiff“ in zwei Wörtern. Sie interpretiert das Objekt als Schiff von Schlüsselfeld. Die Kleinstadt Schlüsselfeld in der Nähe von Bamberg war jedoch nur der ursprüngliche Herkunftsort der Familie Schlüsselfelder, von der sich der Name des Schiffes ableitet.
Korrekt wären deshalb eigentlich die Schreibweisen Schlüsselfelderschiff oder alternativ Schlüsselfelder-Schiff für das Schiff der [Familie] Schlüsselfelder. In der Objektdatenbank des Germanischen Nationalmuseums wird die Schreibweise ohne Bindestrich verwendet (siehe Weblink).